# Region Moquegua
Region Moquegua – jeden z 25 regionów w Peru. Stolicą jest miasto Moquegua.

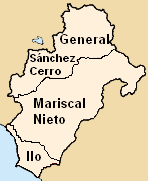
Podział regionu na prowincje

## Podział administracyjny regionu
Region Moquegua podzielony jest na 3 prowincje, które obejmują 20 dystrykty.
| Prowincja             | Stolica prowincji | Liczba dystryktów | UBIGEO |
| --------------------- | ----------------- | ----------------- | ------ |
| Mariscal Nieto        | Moquegua          | 6                 | 1801   |
| General Sánchez Cerro | Omate             | 11                | 1802   |
| Ilo                   | Ilo               | 3                 | 1803   |